# Templum
Un templum (término latino, en plural, templa), en la religión de la Antigua Roma, fue originalmente, el espacio sagrado definido por un augur, reconocido y trazado ceremonialmente con fines rituales, como la práctica de los auspicios, un lugar "marcado o cortado" como sagrado. Compárese con el temenos griego, de temnein', "cortar". 
El templum podía crearse con carácter temporal o permanente, según fuese su propósito legal. Los auspicios y reuniones del Senado eran ilegales a menos que se celebraran en un templum. Si el lugar donde se reunía el Senado (Curia), no estaba disponible por alguna causa, un augur debía aplicar la apropiada fórmula religiosa para proporcionar una alternativa válida legal.
Para crear un templum, el augur alineaba su zona de observación (auguraculum, un cuadrado que marcaba el espacio ritual) con los puntos cardinales del cielo y la tierra. El altar y su entrada estaban situados en el eje este-oeste: el que sacrifica se situaba cara al este. El recinto así sagrado estaba, entonces, "definido y liberado" (effatum et liberatum). En la mayoría de los casos, las señales a la izquierda del augur (norte) mostraban la aprobación divina y a su derecha (sur), desaprobación. En el caso de que se construyera un edificio templario de piedra siguiendo este plano con la misma planta marcada, se consideraban sagrados a perpetuidad.
La propia Roma era, en sí misma, una clase de templum, con el pomerium como límite sagrado y el Arx (ciudadela) y las colinas del Quirinal y el Palatino como puntos de referencia,  toda vez que un templum especialmente dedicado fue creado ritualmente en su interior, donde se incluía el hogar divino de la ciudad y un mercado cerrado. Los augures también tenían autoridad para establecer múltiples templa más allá del pomerium, siempre que se utilizaran los mismos principios augurales.
En los campamentos romanos también se seguían los procedimientos habituales para establecer un templum y dentro de este recinto sagrado inviolable se situaban las insignias.
El arquitecto Vitruvio en su De architectura, siempre usa la palabra templum para referirse a un recinto sagrado, en el sentido técnico de espacio definido a través de un augurio, utilizando aedes para el edificio en sí mismo. Un edificio sagrado, considerado como especial, podía ser un aedes sacra. Para que fuese considerado como templum, era necesario que hubiese sido confirmado así por los dioses, por intermedio de los augures. 